# Croton capitatus
Croton capitatus Michx., 1803 è una pianta della famiglia delle Euforbiacee.

## Distribuzione e habitat
La specie è diffusa negli Stati Uniti centrali e orientali (Alabama, Arkansas, Delaware, Distretto di Columbia, Georgia, Illinois, Indiana, Iowa, Kansas, Kentucky, Maryland, Massachusetts, Mississippi, Missouri, Nebraska, New Jersey, New York, Carolina del nord, Ohio, Oklahoma, Pennsylvania, Carolina del sud, Dakota del sud, Tennessee, Texas, Virginia, Virginia occidentale).